# Gabriela Perianu
Gabriela Perianu (n. 20 iunie 1994, Brăila) este o handbalistă din România care joacă pentru clubul CS Rapid București și echipa națională a României pe postul de intermediar stânga. Anterior, ea a evoluat la CSM București și formația maghiară Siófok KC..

## Biografie
Gabriela Perianu s-a născut la Brăila, pe 20 iunie 1994. A început să joace handbal în 2000, la Liceul cu Program Sportiv din Brăila, fiind descoperită de profesorul Cristian Preda. În sezonul competițional 2008/09, Perianu a devenit campioană națională cu echipa de junioare III a liceului brăilean. Încă din acea perioadă ea a intrat în vizorul antrenorilor campioanei României la senioare Oltchim Râmnicu Vâlcea. 
Pe 28 ianuarie 2009, cu ocazia unui meci amical disputat între echipa națională de tineret și HC Dunărea Brăila, ambele antrenate de Alexandrina Soare, Perianu, care avea doar 14 ani, a fost introdusă în joc și păstrată aproape tot meciul în lotul formației brăilene. Alături de ea au evoluat și alte patru junioare, Andra Ciobanu, Alina Moloci și Andra Tanasiuc de la Mureșul Târgu Mureș, precum și portarul Luiza Mreană de la Piatra Neamț. Intenția Alexandrinei Soare era să le testeze pe fete cu scopul cooptării lor în lotul Dunării Brăila. Gabriela Perianu a înscris patru goluri în acest meci, iar antrenoarea Alexandrina Soare a declarat:
„Este o jucătoare despre care se va mai auzi, una cu extraordinar de bune calități fizice și motrice, cu talie, cu aspect plăcut ochiului, se antrenează în fiecare săptămână cu senioarele și în curând va putea juca într-o echipă de ligă.”
Gabriela a devenit jucătoare a clubului Dunărea Brăila pe data de 31 ianuarie 2011. Pe 16 ianuarie ea a jucat în meciul pe care echipa brăileană l-a disputat acasă cu Universitatea Jolidon Cluj. „Dunărea” a pierdut confruntarea cu Jolidon, dar Perianu a înscris cinci goluri în această partidă. 

### Naționala de junioare
La începutul anului 2011, Gabriela Perianu a fost selecționată să facă parte din echipa națională de junioare în calificările pentru Campionatul European de handbal pentru junioare (under 17) din 2011, care s-a desfășurat în Cehia. Campionatul European a avut 8 grupe preliminare, iar echipa României a făcut parte din Grupa a VI-a de calificare, întrecerile acesteia fiind programate în Sala Polivalentă din Iași, între 25 și 27 martie 2011. Naționala de junioare a României a fost antrenată de Seviștean Popa și Veniamin Lupan, iar din grupa de calificare au mai făcut parte echipele similare ale Armeniei, Israelului și Olandei. Înainte de disputarea meciurilor, antrenorul Seviștean a declarat:
„Actuala generație este una viguroasă, talentată și capabilă de o nouă performanță europeană. Mă bazez pe interul stânga Gabriela Perianu, pe centrul Andreea Pricopi, pe interul dreapta Laura Popa, pe pivotul Roxana Cârjan și pe portarul Denisa Dedu, practic coloana vertebrală a naționalei.”
Naționala României s-a calificat de pe primul loc în grupă la Campionatul European, terminând turneul neînvinsă. România a surclasat Israelul cu scorul de 41-10, Armenia cu 57-13 și Olanda cu 27-21. În ultimul meci, cel cu Olanda, Gabriela Perianu a înscris 3 goluri, din care două din aruncări de la șapte metri.

## Palmares

### Club
- Liga Națională:
  -  Câștigătoare: 2021, 2022
  -  Medalie de argint: 2016, 2017
  -  Medalie de bronz: 2014

- Cupa României:
  -  Medalie de bronz: 2016

- Supercupa României:
  -  Câștigătoare: 2015, 2019

- Campionatul Național de Junioare III:
  -  Câștigătoare: 2009

- Nemzeti Bajnokság I:
  -  Medalie de bronz: 2019

- Liga Campionilor:
  - Sfertfinalistă: 2016, 2020, 2021

- Cupa EHF:
  -  Câștigătoare: 2019
  - Optimi de finală: 2011, 2015
  - Turul 3: 2013, 2017

### Echipa națională
- Campionatul Mondial:
  -  Medalie de bronz: 2015

## Palmares personal
- Cel mai bun inter stâng la Campionatul European pentru Junioare: 2011[11]
- Cel mai bun inter stâng la Campionatul Mondial pentru Junioare: 2012[12]